# Sieben-Trappen-Steine

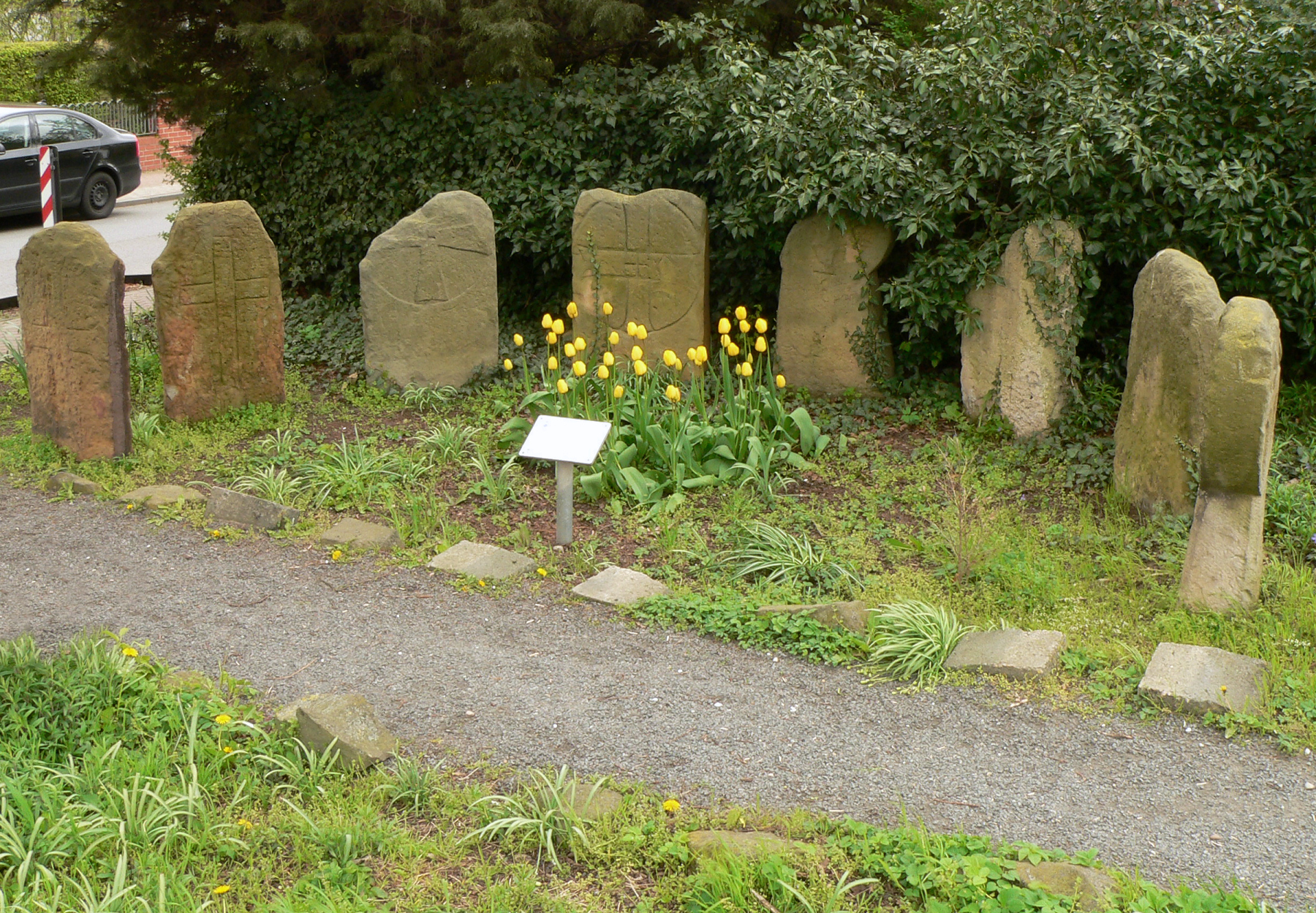
Die Benther Kreuzsteine „Sieben Trappen“ (2017)

Die Sieben Trappen-Steine sind acht Kreuzsteine, die sich in Benthe, einem der  Stadtteile von Ronnenberg in Niedersachsen, in einem Kreuzsteinnest befinden. Sie gehören zu den bekanntesten Kreuzsteinen in Niedersachsen.

## Standort

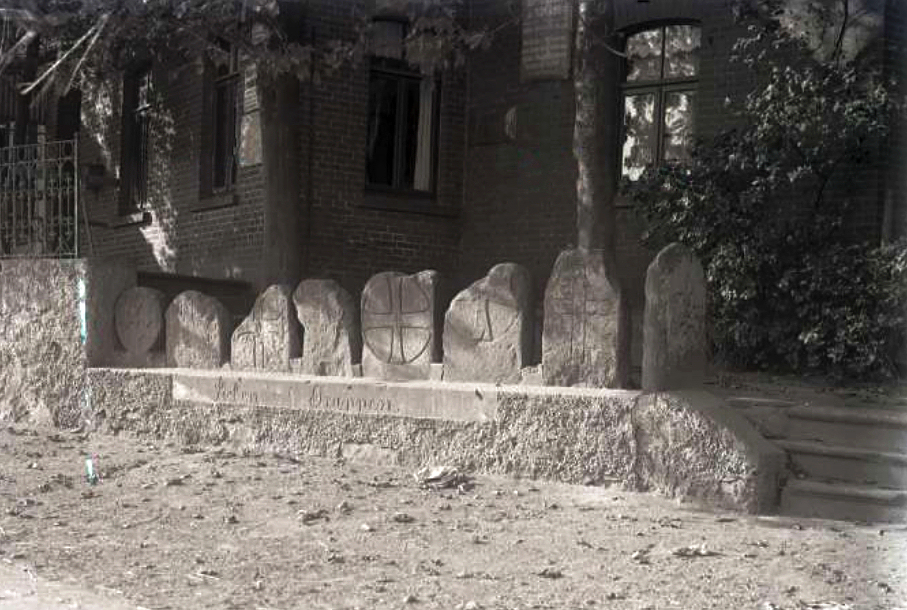
Die „Sieben Trappen“ an der Nenndorfer Landstraße (um 1940)

Im Mittelalter befanden sich südlich von Benthe sieben Kuhlen. Möglicherweise waren es Erdfälle, die durch Auswaschungsvorgänge im darunter liegenden Benther Salzstock verursacht wurden. Damals wurden neben den Kuhlen sieben Kreuzsteine aufgestellt. Die Steine wurden offenbar von heute unbekannten Standorten an die Kuhlen gebracht, wo sie bis zur Flurseparation 1857 standen.
Danach standen die Steine am Rand der Nenndorfer Landstraße neben dem Eingang des Gasthauses Zum sieben Trappen.
1978 wurden die Kreuzsteine von der stark befahrenen B 65 zu ihrem Schutz unter eine in jenem Jahr 50-jährige Linde am anderen Ende des zwischen Gasthaus und Benther Windmühle entstandenen, nach den Steinen benannten Ortsteils Sieben Trappen versetzt.

## Geschichte
Einer Überlieferung zufolge bestand im Mittelalter südlich von Benthe ein Platz, an dem der Gograf Gericht mit Schöffen abhielt. Die Gerichtsstätte wurde erstmals um 1300 vom Bistum Minden als „curia benite“ erwähnt. Um den Gerichtsort sollen die „Sieben-Trappen-Steine“ kreisförmig gestanden haben. Sie sollten, so sagt eine Erklärung, die Angeklagten zur Redlichkeit ermahnen. Nach einer weiteren Deutung wurden Kreuzsteine zwischen dem 13. und 16. Jahrhundert als Sühnemale gesetzt.  Unter anderem halfen sie nach einem Mord oder Totschlag, Familienfehden zu verhindern. Die Kirche drängte darauf, dass einem Getöteten, der plötzlich, ohne die Absolution (Lossprechung) in der Beichte oder ohne die sogenannte Letzte Ölung, umgekommen war und dem deshalb womöglich die Höllenstrafe drohte, ein Kreuzstein gesetzt wurde. Dort, möglichst am Ort des Verbrechens, sollte für sein Seelenheil gebetet werden. Schriftlich erstmals erwähnt wurden die sieben Kreuzsteine am 13. Mai 1474 als „bey den syven crucen“. Später kam noch ein achter Stein hinzu, der aus dem Benther Salzstock stammen soll.

## Beschreibung

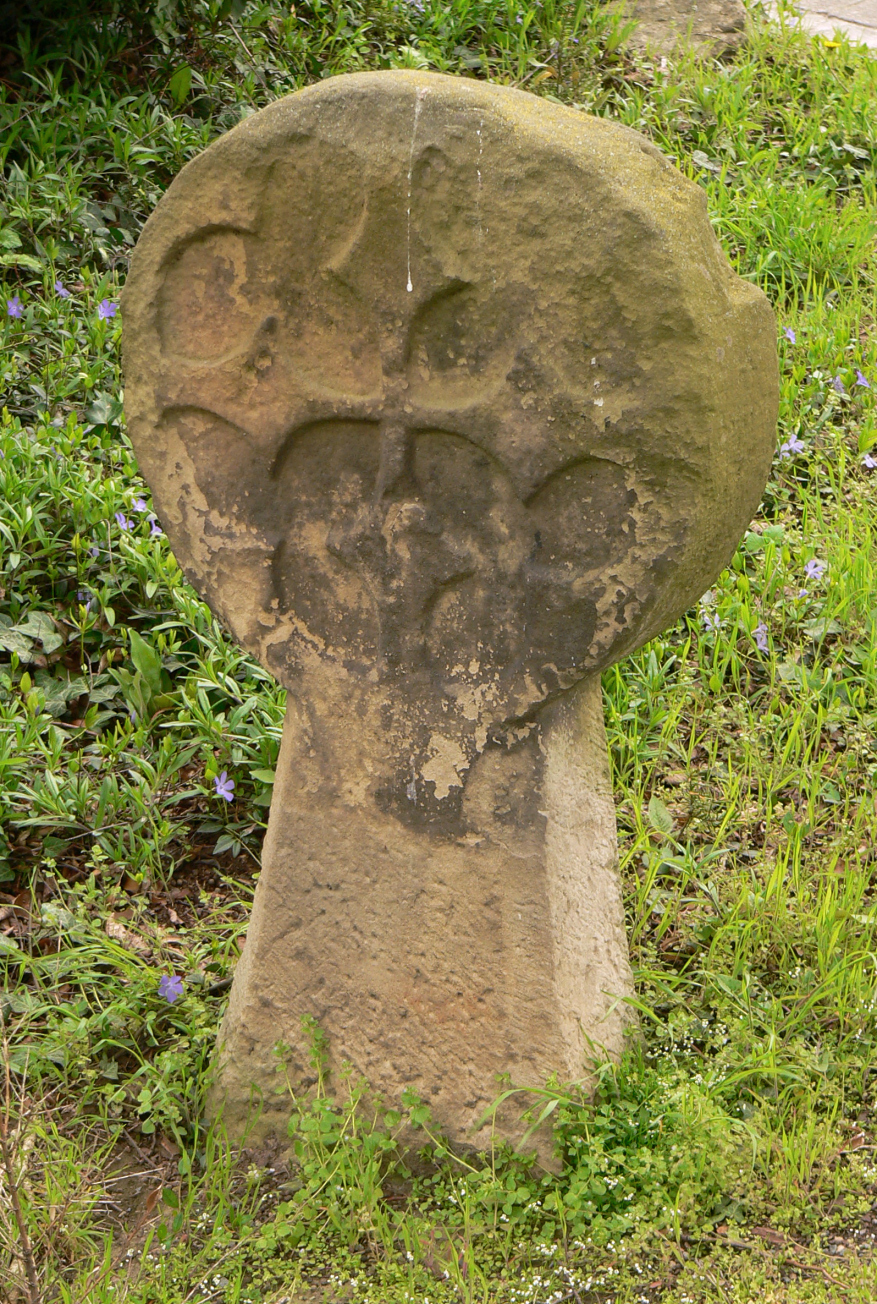
Kreuzstein mit Scheibe

Die verschiedenen Macharten und das unterschiedliche Steinmaterial deuten darauf, dass die Kreuzsteine zunächst an verschiedenen Orten gestanden hatten, ehe sie an die Kuhlen geholt wurden. Auf jedem Stein befindet sich ein Kreuz auf der Vorder- und der Rückseite. Die Steine sind zwischen 1,21 und 0,98 Meter hoch sowie zwischen 68 und 56 cm breit.

## Sage
Um die Steine ranken sich verschiedene Sagen. In allen Darstellungen geht es um den falschen Eid bei einer Gerichtsverhandlung: der Eid sollte mit Schritten innerhalb des Gerichtsbezirkes bekräftigt werden. Das sei dem Meineidigen jedoch nicht gelungen. Eine Sage bekundet, dass ein Bauer Grenzsteine versetzt habe, eine andere Quelle spricht von einem Streit um eine Lohnzahlung für seinen Knecht. Vor Gericht beeidigte der Bauer jedenfalls: er wolle bei den sieben Schritten (Trappen) im Boden versinken, wenn er falsch ausgesagt habe. Das sei dann geschehen. Daher habe man die Steine an jeden Fußtritt des Betrügers gesetzt, zur Mahnung an alle Lügner.